# Breno Correia
Breno Martins Correia (Salvador, 19 de fevereiro de 1999) é um nadador brasileiro.
Ele começou na equipe da ACEB na Bahia, onde, sob o comando de Márcio Cunha e Luiz Arapiraca, ganhou as primeiras medalhas de Mirim para Petiz I. Com a transferência de seu pai para o Rio de Janeiro Breno foi nadar no Clube dos Aliados com o professor Paulo Machado. Treinando lá, ele competiu pelo Vasco da Gama, depois o Tijuca Tênis Clube, até chegar ao Clube de Regatas do Flamengo. Foi no Juvenil II que Breno encarou o treinamento de maneira mais séria. Sob o comando de Eduardo Pereira tornou-se um dos melhores jovens nadadores do país até vir o convite do Esporte Clube Pinheiros, para onde foi transferido em 2017, aos 18 anos de idade. Ali, se torna um especialista de 100 metros e 200 metros nas mãos do técnico Alberto Silva (Albertinho).
Em 2021, ele foi o porta-bandeira da delegação brasileira no Jogos Pan-Americanos Júnior, de Cali, Colômbia.

## Trajetória esportiva

### 2018–20
Nos Jogos Sul-Americanos de 2018 em Cochabamba, ele ganhou duas medalhas de ouro nos 100m e 4x200m livres, e uma medalha de prata nos 4x100 m livres. Logo depois, no Troféu Brasil, ele foi vice-campeão dos 200 metros livres (1m47s94) e terminou em 6º lugar nos 100 metros livres, com um tempo de 48s78.
No Campeonato Mundial de Piscina Curta de 2018 em Hangzhou, China, Breno, juntamente com César Cielo, Matheus Santana e Marcelo Chierighini, conquistou a medalha de bronze nos 4 × 100 metros livres, com um tempo de 3m05s15, estabelecendo novo recorde Sul-americano. Logo depois, juntamente com Luiz Altamir Melo, Leonardo Coelho Santos e Fernando Scheffer, surpreenderam o mundo ao conquistar a medalha de ouro no revezamento 4 × 200 metros livres, batendo o recorde mundial, com um tempo de 6m46s81. O revezamento foi composto unicamente por jovens entre 19 a 23 anos, e não era favorito ao ouro. No revezamento 4 × 100 m medley, ele terminou em 4º lugar
. Ele também terminou em 5º lugar nos 200 metros livres, a apenas 0,08s de distância da medalha de bronze.
No Troféu Brasil de 2019 (piscina longa), aos 20 anos, nadou abaixo do índice olímpico nos 100m livres, com o tempo de 48s11, e nos 200m livres, com 1m46s65. À época, entre os nadadores brasileiros, apenas Marcelo Chierighini e César Cielo já haviam conseguido, em algum momento, nadar os 100m livres na marca de 47 segundos.
No Campeonato Mundial de Esportes Aquáticos de 2019, em Gwangju, na Coréia do Sul, na prova dos 100m livres, ele chegou à primeira final de Mundial de sua carreira, terminando em 8º lugar. A equipe brasileira do 4 × 200 metros livres, agora com João de Lucca no lugar de de Leonardo Coelho Santos, baixou o recorde sul-americano em quase 3 segundos, com o tempo de 7m07s12 , nas eliminatórias da prova. Eles terminaram em 7º, com um tempo de 7m07s64 na final. Foi a primeira vez que o revezamento 4x200m livres do Brasil se classificou para a final do Campeonato Mundial, e o resultado qualificou o Brasil para os Jogos Olímpicos de Tóquio 2020. Nos revezamentos 4×100m livres e 4x100m medley, ele terminou em 6º, ajudando o Brasil a se classificar para os Jogos Olímpicos de Tóquio 2020. Ele também terminou em 17º nos 200 m livres.
Nos Jogos Pan-Americanos de 2019, realizados em Lima, Peru, ele ganhou 5 medalhas: 2 ouros nos 4 × 100 m livres e 4 × 200 m livres, quebrando o recorde dos Jogos Pan-Americanos em ambos; e 3 medalhas de prata nos 200m livres, 4x100m medley e  4x100m livre misto (neste, por participar das eliminatórias). Ele também terminou em 5º lugar nos 100m livres.
Em 20 de abril de 2021, garantiu índice nos 200m para os Jogos Olímpicos de Verão de 2020.

### Jogos Olímpicos de 2020
Nos Jogos Olímpicos de Verão de 2020 em Tóquio, Correia terminou em 8º no revezamento 4 × 100 m livre.

### 2021–24
No Campeonato Mundial de Natação em Piscina Curta de 2021 em Abu Dhabi, nos Emirados Árabes Unidos, no revezamento 4 x 200 metros livre masculino, o revezamento brasileiro, composto por Correia, Fernando Scheffer, Murilo Sartori e Kaique Alves conquistou novamente a medalha, agora bronze, mantendo o bom desempenho de 2018, quando o Brasil conquistou o ouro batendo o recorde mundial.
No Campeonato Mundial de Esportes Aquáticos de 2022 realizado em Budapeste, Hungria, o revezamento 4 x 200 m livre, composto por Correia, Fernando Scheffer, Vinicius Assunção e Murilo Sartori bateu o recorde sul-americano duas vezes seguidas, nas eliminatórias e na final, chegando a um tempo de 7m04s69, e obtendo um inédito 4º lugar em Mundiais de Pisicna Longa. A seleção brasileira só não conseguiu medalha por causa do desempenho excepcional de Tom Dean, ao fechar o revezamento britânico. Ele também terminou em 22º nos 200m livre.